# シイエム・シイ
株式会社シイエム・シイ（英: CMC CORPORATION）は、愛知県名古屋市中区に本社を置くマーケティング会社。

## 沿革
- 1962年（昭和37年）5月25日 - 「株式会社名古屋レミントンランド・マイクロフィルムサービス」として設立[2]。
- 1966年（昭和41年）5月 - 「株式会社中部マイクロセンター」に商号を変更[2]。
- 1989年（平成元年）10月 - 「株式会社シイエム・シイ」に商号を変更[2]。
- 1994年（平成6年）2月 - 株式会社イントランス、株式会社中部システムズ、株式会社中部印刷製本センターを吸収合併[2]。
- 2008年（平成20年）12月4日 - ジャスダックへ株式を上場[2]。
- 2011年（平成23年）1月24日 - 同業の丸星株式会社を子会社化[2]。
- 2016年（平成28年）7月 - 株式会社メインの全株式を取得し、子会社化[2]。
- 2017年（平成29年）
  - 10月5日 - 株式会社アサヒ・シーアンドアイの全株式を取得し、子会社化[3]。
  - 11月9日 - 株式会社シミュラティオが実施した第三者割当増資を引き受け関連会社化[4]。
- 2020年（令和2年）4月1日 - 名古屋証券取引所第2部へ株式上場[5]。

## 事業所
- 本社（愛知県名古屋市中区）[6]
- 多治見事業所（岐阜県多治見市）[6]
- 東京事業所（東京都中央区）[6]
- 中川事業所（愛知県名古屋市中川区）[6]
- 関西事業所（大阪府大阪市西区）[6]
- 成増事務所（東京都板橋区）[6]
- 御成門事務所（東京都港区）[6]

## 関連会社
- 株式会社CMC Solutions（愛知県）[1]
- 丸星株式会社（神奈川県）[1]
- Maruboshi Europe B.V.（オランダ）[1]
- 広州国超森茂森信息科技有限公司（中国）[1]
- CMC ASIA PACIFIC CO., LTD.（タイ）[1]
- Maruboshi (Thailand) Co., Ltd.（タイ）[1]
- 株式会社メイン（東京都）[1]

## 企業理念
真のマーケティング・カンパニーとして
社会に感動を提供する。

## 業務領域
- インターナル・マーケティング > 業務標準化支援
  - ブランド教育・商品教育・技術教育・販売教育

- エクスターナル・マーケティング > リサーチ
  - 販売促進・宣伝・広告
  - 展示会・イベント・国際会議

- カスタマーサポート・マーケティング > マニュアル制作
  - システム開発
  - コンテンツソリューション

- ソリューションプロバイディング
- トータルプリンティング

## 公式サイト
- 公式ウェブサイト（日本語）